# Aiden Wilson Tozer
Aiden Wilson Tozer (ur. 21 kwietnia 1897 w La Jose (obecnie Newburg), zm. 12 maja 1963) – amerykański pastor protestancki w Chrześcijańskim i Misyjnym Sojuszu, kaznodzieja, autor książek chrześcijańskich, mentor duchowy. Za swoje dokonania otrzymał dwa honorowe doktoraty.
Pomiędzy ponad czterdziestoma książkami jego autorstwa przynajmniej dwie: Szukanie Boga i Poznanie Świętego są uznawane za chrześcijańską klasykę. Jego książki wskazują czytelnikowi na możliwość i konieczność głębszej relacji z Bogiem.
Aiden powierzył życie Jezusowi Chrystusowi w 1915 r. Cztery lata później został pastorem zboru w Nutter Fort. Potem był pastorem kilku innych zborów. Przez 31 lat był odpowiedzialny jako pastor za zbór „Southside Alliance” z Chicago. Później objął tę funkcję w zborze Avenue Road Church z Toronto. Żyjąc w prosty, niematerialistyczny sposób, on i jego żona Ada Cecelia Pfautz, nie kupili nigdy samochodu wybierając podróżowanie autobusami i koleją. Zmarł na nagły atak serca.
Tozer miał siedmioro dzieci, sześciu chłopców i jedną dziewczynkę. Pochowano go na cmentarzu Ellet, w miejscowości Akron w stanie Ohio w USA. Na jego grobie napisano po prostu: „A. W. Tozer – Mąż Boży”.

## Książki wydane po polsku
- Szukanie Boga, Zjednoczony Kościół Ewangeliczny, Warszawa 1985
- Poznanie Świętego, Zjednoczony Kościół Ewangeliczny, Warszawa 1985
- Radykalny Krzyż
- A. W. Tozer: Klucz do głębszego życia. przeł. M. Kwiecień, W. Lisieski. Warszawa: Vocatio, 1992. ISBN 83-85435-12-3. Brak numerów stron w książce
- Boży podbój, przeł. Eliza Szymula, Oficyna Wydawnicza „Vocatio”, Warszawa 1997, ISBN 83-7146-083-X
- Niemożliwy chrześcijanin, przeł. Szymon Matusiak, Biblioteka „Świadomego Chrześcijaństwa”, Toruń 2014, ISBN 978-83-934611-2-7
- Poranki z Bogiem, tłum. Wilhelm Stonawski, Wydawnictwo CLC, Katowice 2017 ISBN 978-83-64837-15-9